# Episodi di Regina del Sud (quarta stagione)
La quarta stagione della serie televisiva Regina del Sud è stata trasmessa negli Stati Uniti su USA Network a partire dal 6 giugno 2019.
In Italia la stagione è stata interamente pubblicata su Netflix il 29 maggio 2020.
| n° | Titolo originale            | Titolo italiano           | Prima tv USA   | Pubblicazione Italia |
| -- | --------------------------- | ------------------------- | -------------- | -------------------- |
| 1  | Bienvenidos a Nueva Orleans | Benvenuti a New Orleans   | 6 giugno 2019  | 29 maggio 2020       |
| 2  | Un Asunto De Familia        | Un affare di famiglia     | 13 giugno 2019 | 29 maggio 2020       |
| 3  | Hospitalidad Sureña         | L'ospitalità del Sud      | 20 giugno 2019 | 29 maggio 2020       |
| 4  | La Maldición                | La Maledizione            | 27 giugno 2019 | 29 maggio 2020       |
| 5  | Noche de las Chicas         | Serata tra ragazze        | 4 luglio 2019  | 29 maggio 2020       |
| 6  | La Mujer en el Espejo       | La donna allo specchio    | 11 luglio 2019 | 29 maggio 2020       |
| 7  | Amores Perros               | Amori difficili           | 18 luglio 2019 | 29 maggio 2020       |
| 8  | Secretos y Mentiras         | Segreti e menzogne        | 25 luglio 2019 | 29 maggio 2020       |
| 9  | Los Pecados de los Padres   | I peccati dei padri       | 1º agosto 2019 | 29 maggio 2020       |
| 10 | Lo Que Más Temes            | La tua paura più grande   | 8 agosto 2019  | 29 maggio 2020       |
| 11 | Mientras Dormías            | Mentre tu dormivi         | 15 agosto 2019 | 29 maggio 2020       |
| 12 | Diosa de la Guerra          | Dea della guerra          | 22 agosto 2019 | 29 maggio 2020       |
| 13 | Vienen Por Ti               | Stanno venendo a cercarti | 29 agosto 2019 | 29 maggio 2020       |